# Уљашица
Уљашица, понекад звана и уљана птица, уљоптица или гуачаро (лат. Steatornis caripensis), једини је припадник породице Steatornithidae и подреда Steatornithes. У сродству је са великом групом легњева, али је толико посебна по анатомији, екологији и понашању да је сврстана у засебну породицу. Недавна истраживања предлажу да се сврста чак у засебан ред (који још нема назива).

## Опис
Уљашица је птица дужине око 50 центиметара, крила дужине око 91 центиметар, широког репа, малених ногу и снажног кљуна који изгледа као јастребов. Перје је смеђе боје са белим пегама које су највећe на покровном и секундарном летном перју. Мужјак је незнатно тамнији од женке.
Ова ноћна врста је јединствена јер је једина ноћна птица која се храни воћем и јер је то воћe уљаних палми. Просечна маса јој је 380 до 430 грама, али птићи могу бити и упола тежи. Гнезди се на "полицама" у пећинама у великим колонијама са више од 50 парова и гради гнездо од исповраћаног семења воћа којег једе, па оно сваке године расте и добија облик корнета. Мештани на Тринидаду их због буке коју дижу у пећини називају „diablotin” („малени враг”). Други начин оглашавања је крцкање које служи за ехолокацију. Ипак, она није тако добро развијена као што је слепих мишева.
Александар фон Хумболт је први проучавао ове птице и дао им научни назив. Caripensis значи „са Карипеа”, а Steatornis „дебела птица”, што се односи на дебљину птића.

## Размножавање
Полаже 2 до 4 јаја у интервалима од три или више дана, али је једном забележен и интервал од девет дана. Птићe оба родитеља хране уљаним плодовима палми. До седамдесетог дана птићи достижу највећу масу. Преосталих 30 дана губе на маси док не постану исте масе као и одрасли.

## Распрострањеност
Настањује шумске пределе са шпиљама у Јужној Америци од Гвајане и Венецуеле, дуж Анда до Боливије и Тринидада. Понекад се појављује у Панами, Аруби и на Коста Рици. Није угрожена врста.